# ماهیار رانا
اولین دستور مهرجی رانا که گاهی به نام ماهیار رانا نیز شناخته می‌شود، رهبر معنوی جامعه پارسیان در هند قرن شانزدهم بود. جامعه پارسیان او را فردی با «دانش و قدرت معنوی گسترده» می‌دانست.